# Jeremy Bray
Jeremy William Bray (ur. 29 czerwca 1930, zm. 31 maja 2002) – brytyjski polityk Partii Pracy, deputowany Izby Gmin.

## Działalność polityczna
W okresie od 6 czerwca 1962 do 18 czerwca 1970 reprezentował okręg wyborczy Middlesbrough West, od 10 października 1974 do 9 czerwca 1983 okręg wyborczy Motherwell i Wishaw, a od 9 czerwca 1983 do 1 maja 1997 okręg wyborczy Motherwell South w brytyjskiej Izbie Gmin. Od 1966 do 1967 był też parlamentarnym sekretarzem w ministerstwie mocy w drugim rządzie Harolda Wilsona.